# جيمس ميليغان
جيمس ميليغان (بالإنجليزية: James Milligan)‏ هو مصمم جرافيك وناشر وسياسي أسترالي، ولد في 24 أغسطس 1978. حزبياً، نشط في الحزب الليبرالي الأسترالي. وقد انتخب عضو الجمعية التشريعية الأسترالية لمقاطعة العاصمة الأسترالية ‏ عن دائرة Yerrabi electorate ‏ (15 أكتوبر 2016 – ).